# Stražiště
Stražiště je malá vesnice, část obce Počaply v okrese Příbram ve Středočeském kraji. Nachází se asi dva kilometry severovýchodně od Počapel. Součástí osady jsou samoty Na Pazdernách a Na Drahách. Stražiště je také název katastrálního území o rozloze 1,53 km².

## Historie
První písemná zmínka o vesnici pochází z roku 1352. Ve druhé polovině sedmnáctého století patřilo pusté Stražiště Evě Ludmile Loubské, která vesnici roku 1679 prodala Janu Kristiánovi z Eggenbergu a ten ji připojil k orlickému panství.

## Obyvatelstvo
| Rok            | 1869 | 1880 | 1890 | 1900 | 1910 | 1921 | 1930 | 1950 | 1961 | 1970 | 1980 | 1991 | 2001 | 2011 | 2021 |
| -------------- | ---- | ---- | ---- | ---- | ---- | ---- | ---- | ---- | ---- | ---- | ---- | ---- | ---- | ---- | ---- |
| Počet obyvatel | 61   | 85   | 54   | 61   | 71   | 73   | 39   | 38   | 34   | 24   | 18   | 11   | 6    | 10   | 3    |
| Počet domů     | 10   | 10   | 10   | 10   | 10   | 10   | 9    | 10   | 10   | 9    | 7    | 7    | 7    | 8    | 9    |

## Obecní správa
Při sčítání lidu v letech 1850–1887 Stražiště byla osadou obce Lety v okrese Písek. V letech 1887–1957 byla osadou obce Myslín v okrese Písek. V letech 1957–1975 byla částí obce Počaply v okrese Příbram. Od 1. ledna 1976 do 23. listopadu 1990 byla částí města Březnice v okrese Příbram. Od 24. listopadu 1990 je opět částí obce Počaply v okrese Příbram.

## Pamětihodnosti
- kostel svatého Jana Křtitele se hřbitovem
- kříž při žlutě značené turistické stezky u kostela a hřbitova
- několik staveb lidové architektury (mj. čp. 2)
- těsně za hranicí katastru se nacházel bývalý Švédský most přes říčku Vlčavu (Skalici), zaniklý v roce 1963[8]

## Fotogalerie

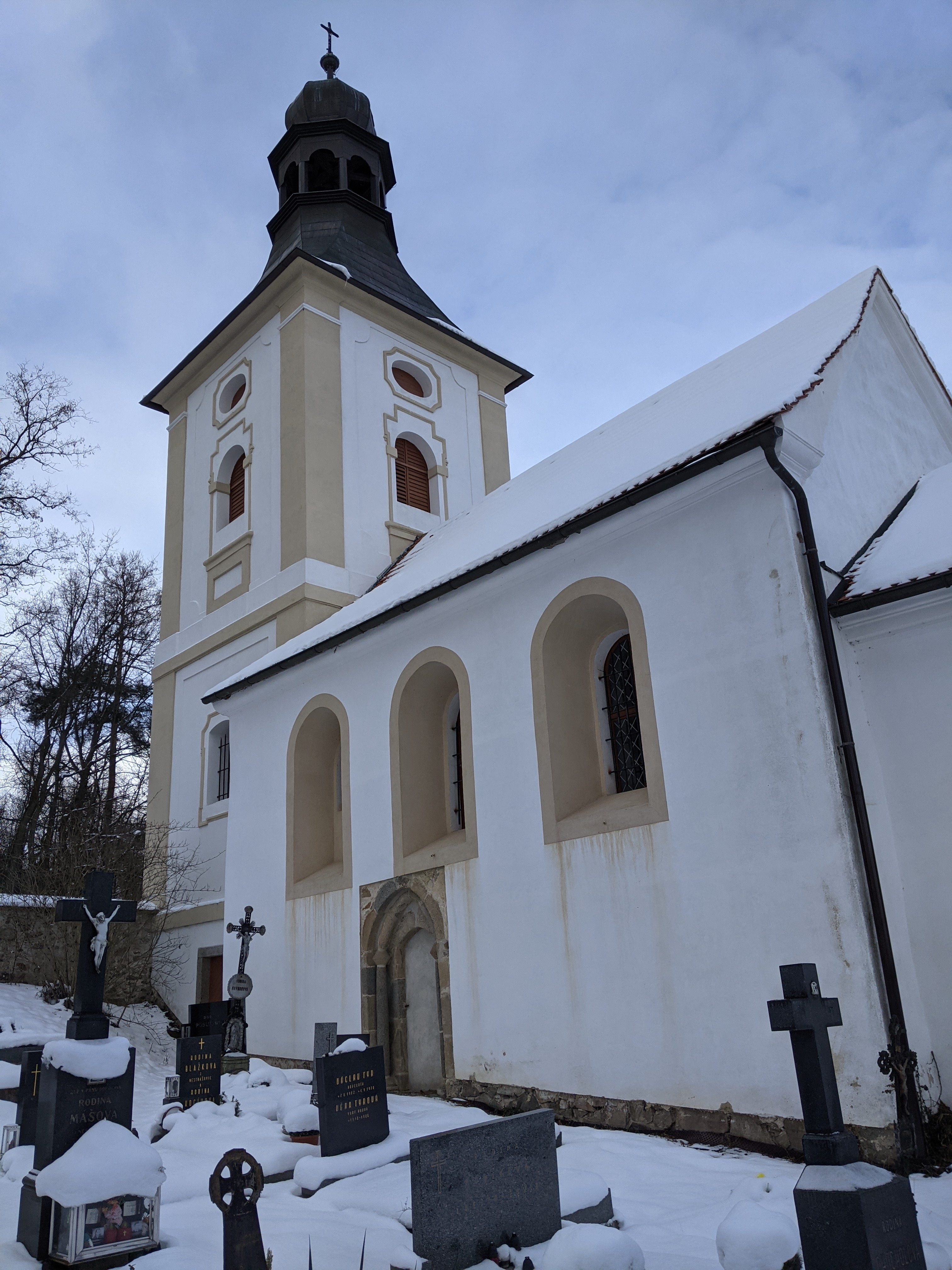
kostel svatého Jana Křtitele po rekonstrukci
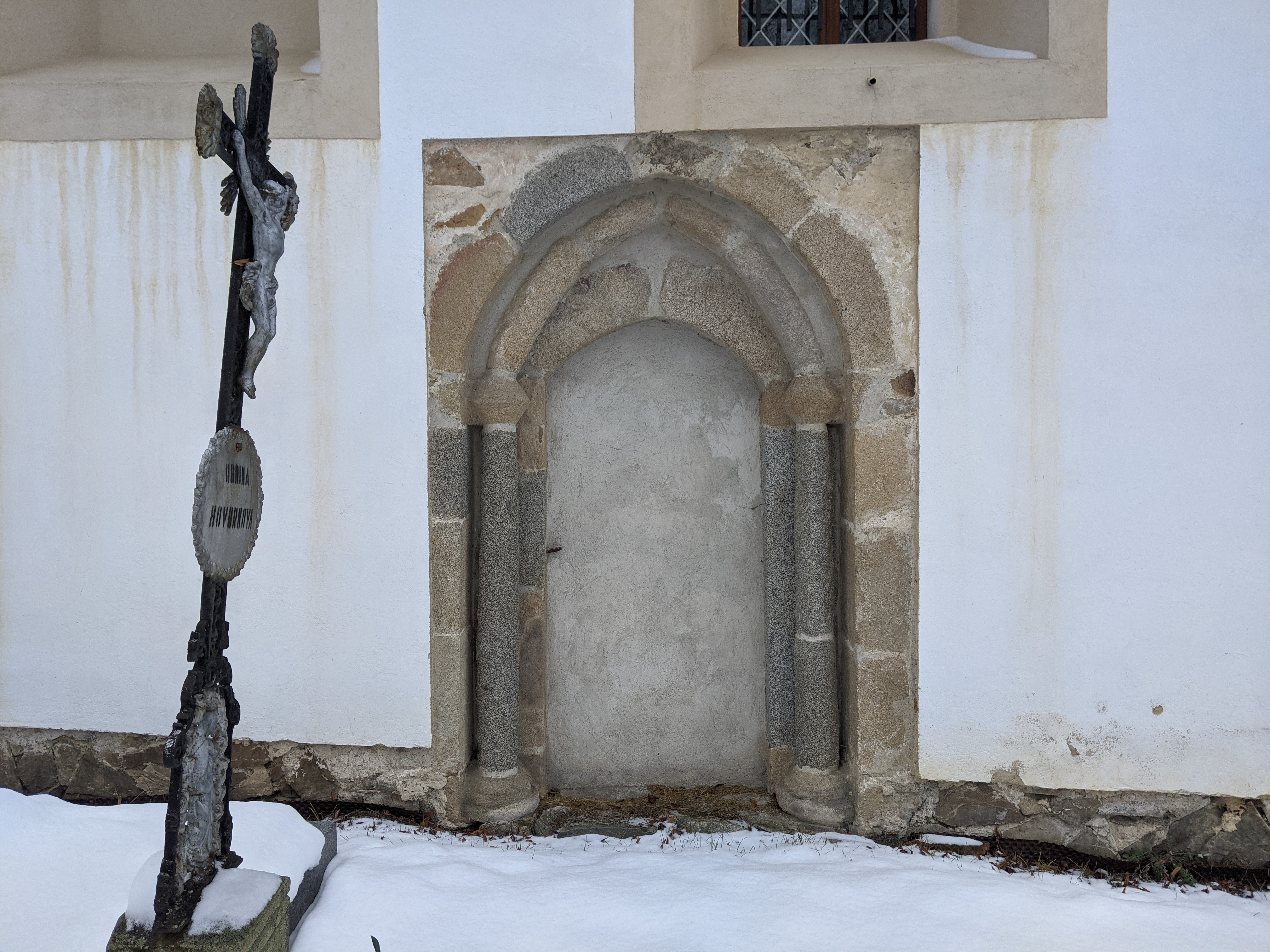
cenný raně gotický portál kostela
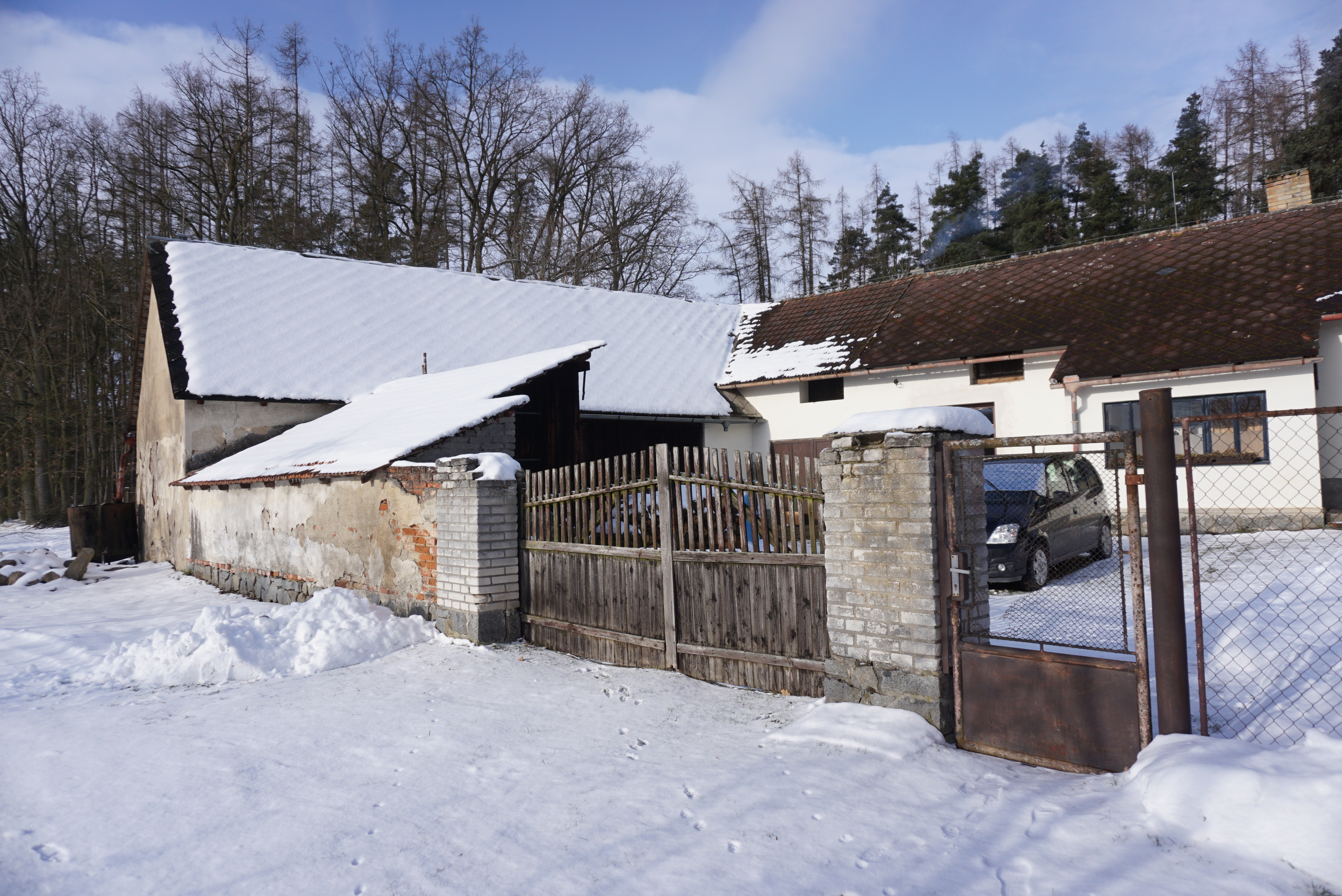
samoty Na Pazdernách